# تاريخ كوريا الجنوبية
يبدأ تاريخ كوريا الجنوبية رسميًا بتأسيسها في 15 أغسطس 1948.
تم تقسيم كوريا إدارياً في عام 1945، في نهاية الحرب العالمية الثانية. بما أن كوريا كانت تحت الحكم الياباني خلال الحرب العالمية الثانية، فقد كانت كوريا رسميًا محاربة ضد الحلفاء بحكم كونها أراضي يابانية. أدى الاستسلام غير المشروط لليابان إلى تقسيم كوريا إلى منطقتي احتلال (على غرار المناطق الأربع في ألمانيا)، مع إدارة الولايات المتحدة للنصف الجنوبي من شبه الجزيرة وإدارة الاتحاد السوفياتي للمنطقة شمال خط العرض 38. كان من المفترض أن يكون هذا التقسيم مؤقتًا (كما كان في ألمانيا) وكان يهدف أولاً إلى إعادة كوريا الموحدة إلى شعبها بعد أن تتمكن الولايات المتحدة والمملكة المتحدة والاتحاد السوفيتي وجمهورية الصين من ترتيب حكومة واحدة لشبه الجزيرة.
لم يتمكن الطرفان من الاتفاق على تنفيذ الوصاية المشتركة على كوريا. وقد أدى هذا في عام 1948 إلى إنشاء حكومتين منفصلتين -جمهورية كوريا الشعبية الديمقراطية المتحالفة مع الشيوعية (جمهورية كوريا الشعبية الديمقراطية) وجمهورية كوريا الأولى المتحالفة مع الغرب- تدعي كل منهما أنها حكومة شرعية لكوريا كلها. في 25 يونيو 1950 اندلعت الحرب الكورية. بعد الكثير من الدمار، انتهت الحرب في 27 يوليو 1953 مع استعادة الوضع الراهن لعام 1948، حيث لم تنجح كوريا الديمقراطية ولا الجمهورية الأولى في غزو الجزء الآخر من كوريا المقسمة. جرى تقسيم شبه الجزيرة من قبل المنطقة الكورية منزوعة السلاح واستقرت الحكومتان المنفصلتان في الكيانات السياسية القائمة في كوريا الشمالية والجنوبية.
يتميز تاريخ كوريا الجنوبية اللاحق بفترات متناوبة من الحكم الديمقراطي والاستبدادي. تُرقّم الحكومات المدنية بشكل تقليدي من الجمهورية الأولى لسينغمان ري إلى الجمهورية السادسة المعاصرة. أصبحت الجمهورية الأولى، التي يمكن القول أنها كانت ديمقراطية في بدايتها، استبدادية بشكل متزايد حتى انهيارها في عام 1960. وكانت الجمهورية الثانية ديمقراطية بقوة، لكنها أطيح بها في أقل من عام واستبدلت بنظام عسكري استبدادي. كانت الجمهوريات الثالثة والرابعة والخامسة ديمقراطية اسمياً، ولكن نُظر إليها على نطاق واسع على أنها استمرار للحكم العسكري. مع الجمهورية السادسة، استقرت البلاد تدريجياً إلى ديمقراطية ليبرالية.
شهدت كوريا الجنوبية منذ نشأتها تطوراً كبيراً في التعليم والاقتصاد والثقافة. منذ الستينيات، تطورت البلاد من إحدى أفقر دول آسيا إلى إحدى أغنى دول العالم. توسع التعليم، لا سيما على مستوى التعليم العالي، بشكل كبير. ويقال إنها أحد «النمور الأربعة» للدول الآسيوية الصاعدة إلى جانب سنغافورة وتايوان وهونغ كونغ.

## الإدارة العسكرية الأمريكية 1945-1948
أعلن الإمبراطور هيروهيتو استسلام إمبراطورية اليابان إلى دول الحلفاء في 15 أغسطس 1945. صاغ الأمر العام رقم 1 لاستسلام اليابان (أعده رؤساء الأركان المشتركة للقوات العسكرية الأمريكية وجرت الموافقة عليه في 17 أغسطس 1945) المنصوص عليه بشكل منفصل إجراءات الاستسلام للقوات اليابانية في كوريا الشمالية والجنوبية من خط العرض 38. بعد استسلام اليابان للحلفاء (جرت صياغته في 2 سبتمبر 1945)، كان الانقسام في خط العرض 38 هو بداية الاحتلال السوفييتي والأمريكي للشمال والجنوب على التوالي. كان من المفترض أن يكون هذا التقسيم مؤقتًا، ليحل محله وصاية من الولايات المتحدة والمملكة المتحدة والاتحاد السوفيتي وجمهورية الصين التي تستعد لاستقلال كوريا. تمت مناقشة الوصاية في مؤتمر يالطا في فبراير 1945. هبطت القوات الأمريكية في إنتشون في 8 سبتمبر 1945 وشكلت حكومة عسكرية بعد ذلك بوقت قصير. تولى اللفتنانت جنرال جون ر. هودج، قائدهم، مسؤولية الحكومة. في مواجهة السخط الشعبي المتزايد، في أكتوبر 1945، أنشأ هودج المجلس الاستشاري الكوري. وأرسلت الحكومة المؤقتة لجمهورية كوريا، التي كانت تعمل من الصين، وفداً مع ثلاثة مترجمين شفويين إلى هودج، لكنه رفض الاجتماع معهم. وبالمثل، رفض هودج الاعتراف بجمهورية كوريا الشعبية المشكلة حديثًا ولجانها الشعبية، وحظرها في 12 ديسمبر. بعد ذلك بعام، أُنشئ مجلس تشريعي مؤقت وحكومة مؤقتة، برئاسة كيم كيو شيك وسينجمان ري على التوالي. أصابت الفوضى السياسية والاقتصادية -الناشئة عن مجموعة متنوعة من الأسباب- البلاد في هذه الفترة. بقيت آثار الاستغلال الياباني في الجنوب، كما في الشمال. بالإضافة إلى ذلك، كان الجيش الأمريكي غير مستعد إلى حد كبير لتحدي إدارة البلاد، حيث وصل دون معرفة اللغة أو الثقافة أو الوضع السياسي. وهكذا كان للعديد من سياساتهم آثار مزعزعة للاستقرار غير مقصودة. زادت موجات اللاجئين من كوريا الشمالية والعائدين من الخارج من الاضطراب.
في ديسمبر 1945، عقد مؤتمر في موسكو لمناقشة مستقبل كوريا. نوقشت الوصاية لمدة 5 سنوات، وأُنشئت لجنة مشتركة بين الولايات المتحدة والاتحاد السوفيتي. اجتمعت اللجنة بشكل متقطع في سيول لكنها وصلت إلى طريق مسدود بشأن مسألة إنشاء حكومة وطنية. في سبتمبر 1947، من دون حل في الأفق، قدمت الولايات المتحدة المسألة الكورية إلى الجمعية العامة للأمم المتحدة.
دعا القرار الصادر عن الجمعية العامة للأمم المتحدة إلى إجراء انتخابات عامة تحت إشراف الأمم المتحدة في كوريا، ولكن بعد رفض الشمال لهذا الاقتراح، أُجريت انتخابات عامة للجمعية الدستورية في الجنوب فقط، في مايو 1948. اعتُمد دستور يحدد شكلًا رئاسيًا للحكومة ومدة أربع سنوات للرئاسة. ووفقاً لأحكام الدستور، جرت انتخابات رئاسية غير مباشرة في يوليو/ تموز. وتولى ري سينغمان رئاسة الجمعية الجديدة وأعلنت جمهورية كوريا (كوريا الجنوبية) في 15 أغسطس 1948.

## الجمهورية الأولى 1948-1960
في 15 أغسطس 1948، أُنشئت جمهورية كوريا رسميًا، مع سينغمان ري كأول رئيس. مع إنشاء حكومة ري، انتقلت السيادة القانونية أيضًا إلى الحكومة الجديدة. في 9 سبتمبر 1948، أعلن النظام الشيوعي، جمهورية كوريا الشعبية الديمقراطية (كوريا الشمالية) تحت كيم إل سونغ. ومع ذلك، في 12 ديسمبر 1948، بموجب القرار 195 في الجمعية العامة الثالثة، اعترفت الأمم المتحدة بجمهورية كوريا باعتبارها الحكومة القانونية الوحيدة لكوريا.
في عام 1946، نفذ الشمال إصلاحات الأراضي من خلال مصادرة الممتلكات الخاصة والمنشآت والمصانع المملوكة لليابانيين والموالين لليابان، ووضعها تحت ملكية الدولة. ازداد الطلب على إصلاح الأراضي في الجنوب بقوة، وسُنّ في نهاية المطاف في يونيو 1949. واضطر الكوريون الذين يمتلكون أراضي كبيرة إلى التخلي عن معظم أراضيهم. أصبح حوالي 40 بالمئة من إجمالي الأسر الزراعية من ملاك الأراضي الصغار. ومع ذلك، ولأن الحقوق الاستباقية مُنحت للأشخاص الذين كانوا على صلة بملاك الأراضي قبل التحرير، حصلت العديد من الجماعات الموالية لليابان على ممتلكات أو احتفظت بها.
انقسمت البلاد الآن، وتحولت العلاقة بين الكوريتين إلى مزيد من العداء مع مرور الوقت. بعد انسحاب القوات السوفيتية في عام 1948، ضغطت كوريا الشمالية على الجنوب لطرد قوات الولايات المتحدة، لكن ري سعى إلى مواءمة حكومته بقوة مع أمريكا، وضد كل من كوريا الشمالية واليابان. على الرغم من أن المحادثات حول تطبيع العلاقات مع اليابان جرت، إلا أنها لم تحقق سوى القليل. في غضون ذلك، حصلت الحكومة على مبالغ هائلة من المساعدات الأمريكية، بمبالغ قريبة من الحجم الإجمالي للميزانية الوطنية في بعض الأحيان. كما واصلت الحكومة القومية العديد من ممارسات الحكومة العسكرية الأمريكية. في عام 1948، قمعت حكومة ري الانتفاضات العسكرية في جيجو، سون تشون ويوسو. خلال التمرد وقمعه، قُتل 14000 إلى 60.000 شخص في جميع المعارك. جدير بالذكر أن نظام الرئيس ري لم يكن متسامحًا مع المعارضة. كان الحدث الشهير الذي سلط الضوء على ذلك هو اعتقال وإدانة الرئيس المستقبلي بارك تشونغ هي بتهمة التآمر الشيوعي في عام 1948.
كانت السياسة الرئيسية لجمهورية كوريا الجنوبية الأولى مناهضة للشيوعية و«التوحيد من خلال التوسع شمالًا». لم يكن جيش الجنوب مجهزًا بشكل كافٍ، لكن إدارة ري كانت مصممة على إعادة توحيد كوريا بالقوة العسكرية بمساعدة من الولايات المتحدة. ومع ذلك، في الانتخابات البرلمانية الثانية التي أجريت في 30 مايو 1950، ذهبت أغلبية المقاعد إلى المستقلين الذين لم يؤيدوا هذا الموقف، ما أكّد نقص الدعم وحالة الشعب الهشة.
عندما هاجم الجيش الشيوعي من الشمال في يونيو/ حزيران، أعدمت القوات الكورية الجنوبية المنسحبة عشرات الآلاف من الشيوعيين أو المتعاطفين المشتبه بهم، إما في السجن أو في حركة إعادة التدريب، فيما يعرف باسم مذبحة عصبة بودو.

## تواريخ مهمة
عام 2333 قبل الميلاد : تأسست كوتشوسون (وتعني بالكورية أرض الصباح الهاديء) وكانت عاصمتها بيونج يانج.
القرن الرابع الميلادي : تطورت القبائل المتناثرة في منطقة شبه الجزيرة الكورية ومنشوريا وشكلت ثلاث ممالك هي: مملكة كوجوريو في الشمال (التي اشتملت على جزء من أراضي الصين) ومملكة بايك جي في الجنوب الغربي، ومملكة شيلا في الجنوب الشرقي.
676 م. : تمكنت مملكة شيلا من هزيمة الدول المجاورة ووحدت شبه الجزيرة الكورية وأسست عاصمتها جيونج جو.
918 م. : تأسست مملكة كوريو، وكانت عاصمتها جايسونج، وكلمة «كوريو» تعني «الجبال المرتفعة» و«البحار المتلألئة»، وهي الأصل الذي تحول بعد ذلك على يد البرتغاليين إلى «كورو»، ومنه أصبح الاسم بالإنجليزية «كوريا».
1392 م. : بدأ استخدام اسم جوسون كإسم للمملكة الجديدة، والتي تبنت الكونفوشوسية الجديدة كفلسفة للدولة.
1910 م. : بدأت اليابان احتلالها لكوريا وضمتها إليها.
1945 : انتهت الحرب العالمية الثانية، وتحررت كوريا من قبضة الاحتلال الياباني.
1948 : انقسمت كوريا إلى جمهوريا كوريا في الجنوب تحت قيادة الرئيس سونج مان لي وجمهورية كوريا الديمقراطية الشعبية في الشمال تحت قيادة الرئيس كيم إيل سونج.
1950 : غزت كوريا الشمالية كوريا الجنوبية لتبدأ الحرب الكورية
1953 : وقعت الكوريتان على اتفاق الهدنة
1960 : قدم الرئيس لي استقالته عقب المظاهرات الطلابية التي اندلعت احتجاجا على التلاعب في نتائج الانتخابات.
1961 : قاد الجنرال بارك سونج هي انقلابا عسكريا ضد الحكومة الديمقراطية لرئيس الوزراء تشانج ميون (جون إم. تشانج)، بدأ العمل في خطط للتنمية الاقتصادية.
1979 – 1980 : تولى الجنرال تشون دو هوان السلطة
1980 - 1985 : بدأت فترة رئاسة تشون دو هوان
1984 : أجريت انتخابات رئاسية مباشرة تحت ضغط المظاهرات الشعبية للمطالبة بالديمقراطية.
1985 : تولى الرئيس روه تاي وو الحكم بعد فوزه في أول انتخابات ديمقراطية، وفي العام نفسه، نظمت كوريا دورة الألعاب الأوليمبية الصيفية في سيول.
1993 – 1985 : ولاية الرئيس كيم يونج سام
1998 – 2003 : ولاية الرئيس كيم داي جونج
2000 : انعقد أول لقاء قمة بين الرئيس الكوري الجنوبي كيم داي جونج وكيم جونج إيل رئيس لجنة الدفاع الوطني بكوريا الشمالية، وعن هذا الحدث نال الرئيس كيم جائزة نوبل للسلام.
2002 : استضافت كوريا مع اليابان بطولة كأس العالم لكرة القدم.
2003 – 2008 : ولاية الرئيس روه مو هيون
نوفمبر 2005 : استضافت كوريا اجتماع قادة منظمة «أبيك»
أكتوبر 2007 : عقد الرئيس روه مو هيون لقاء قمة مع كيم جونج إيل رئيس لجنة الدفاع الوطني بكوريا الشمالية، وتم خلاله إصدار «إعلان عن تطوير العلاقات بين كوريا الجنوبية وكوريا الشمالية وعن السلام والرخاء».
ديسمبر 2007 : فاز الرئيس لي ميونج باك بالانتخابات الرئاسية
فبراير 2008 : تسلم الرئيس لي مقاليد الحكم.

## وصلات خارجية
- منظمة أبحاث التاريخ الكوري نسخة محفوظة 26 أكتوبر 2016 على موقع واي باك مشين. (بالإنجليزية)
- معهد الدراسات التاريخية (بالكورية)